# محافظة اوربرو
محافظة اوربرو (بالسويدية: Örebro County) هي محافظات السويد تقع في السويد في السويد.[بحاجة لمصدر] يقدر عدد سكانها بـ 280,305 نسمة ومساحتها 8,545.6 كم2 .